# 瓦普塔瀑布
瓦普塔瀑布（Wapta Falls）是位于加拿大不列颠哥伦比亚省幽鹤国家公园内的踢马河的瀑布，該瀑布是踢马河最大的瀑布，高约18米（59英尺），宽107米（351英尺）。其平均流量可达到每秒96立方米（3400立方英尺/秒）。